# John Stirratt
John Stirratt est le bassiste et multi-instrumentiste américain des groupes Wilco et The Autumn Defense.

## Débuts
John Stirratt est né le 26 novembre 1967 à La Nouvelle-Orléans en Louisiane et a grandi dans les environs de Mandeville. Il étudie au lycée de Mandeville puis à l'Université du Mississippi où il devient membre de la fraternité Phi Kappa Tau.
Il se produit souvent dans le sud-est des États-Unis avec The Hilltopp, un groupe d'Oxford, dans lequel jouent sa sœur, Laurie Stirratt, et son mari Cary Hudson. C'est là qu'il rencontre et se lie d'amitié avec le groupe Uncle Tupelo qu'il suit lors de ses tournées dans l'est et le Midwest des États-Unis.
Après la séparation du groupe The Hilltops en 1990, il enregistre un album sous le nom The Gimmecaps et rejoint brièvementle groupe The Bluerunners originaire de Lafayette en Louisiane. Il intègre ensuite Uncle Tupelo en 1992 en tant que guitariste - bassiste pour leur dernier album, Anodyne.

## Wilco et The Autumn Defense
Après la séparation du groupe Uncle Tupelo, Stirratt fonde Wilco en 1994 avec Jeff Tweedy, Ken Coomer et Max Johnston. Tweedy et lui sont les seuls membres à contribuer à toutes les sorties du groupe. Stiratt rejoint aussi Jay Bennett et Ken Coomer pour former Courtesy Move, un projet parallèle. Le groupe enregistre un album fin 1996 qui ne sortira jamais.
Stirratt fonde The Autumn Defense en 2000 avec son ami Pat Sansone lui aussi originaire de La Nouvelle-Orléans. En 2001, le groupe enregistre son premier album, The Green Hour, à La Nouvelle-Orléans et Nashville avec les anciens membres de Wilco Bob Egan et Ken Coomer avec le propre label de Stirratt, Broadmoor Records.
The Autumn Defense sort Circles en 2003 avec Greg Wieczorek à la batterie et Brad Jones à la basse. Quand Sansone intègre Wilco à l'automne 2004, The Autumn Defense a plus de temps pour collaborer et le groupe sort son troisième album en 2006. Le groupe se concentre davantage sur le style orchestral de Sansone.
Stirratt et sa sœur Laurie sortent aussi un duo, Laurie & John sur l'album folk rock Arabella en 2003. C'est le premier enregistrement qu'ils font ensemble depuis douze ans.